# 石田氏
石田氏（いしだし）は、日本の氏族。安土桃山時代に、近江国の土豪から出て豊臣政権下の五奉行の一人となった石田三成の一族が知られる。

## 石田三成の一族

大一大万大吉
（だいいちだいまんだいきち）
石田三成個人の旗印

三浦一族である相模国大住郡糟屋庄石田郷（現在の神奈川県伊勢原市石田）の住人石田為久の末裔、あるいは京極氏に属する荘園の代官であった土豪など、出自には諸説ある。
石田正継の子であった三成は、秀吉に才能を見出されて家臣となる。秀吉の天下統一後は、近江佐和山に19万石の所領を与えられる。三成は経理や事務の才に優れ、豊臣政権では五奉行の1人に昇るが、加藤清正や福島正則ら武断派と対立する。秀吉没後の慶長5年（1600年）に、三成は五大老の徳川家康に対して挙兵し、毛利輝元や宇喜多秀家を擁立して、関ヶ原の戦いで西軍を率いて戦うが敗北し、処刑される。この時、父の正継や兄の正澄は佐和山城を守備するが、東軍の追討を受けて落城し、正継、正澄、三成の妻の父である宇多頼忠、その子の頼重らが自害した。
三成には3男3女あるいは2男5女がいたとされ、関ヶ原の戦い後、長男の重家は助命され出家、次男の重成は弘前藩主津軽家に仕官し、子孫は杉山姓を名乗って津軽家臣として存続する。娘の辰姫は弘前藩2代藩主津軽信枚に嫁ぎ、子の信義は3代藩主、津軽本家と分家間の婿養子・養嗣子を踏まえると本家10代藩主まで・津軽分家黒石藩領4代当主から7代当主が辰姫の血を引く。また娘某が蒲生家臣の岡重政に嫁ぎ、その孫娘お振が江戸幕府3代将軍徳川家光の側室となって千代姫を出産、尾張徳川家に嫁いだ千代姫の血が尾張藩3代から7代藩主まで続いているという説がある。
この他に庶子の子孫を名乗る家もあり、それら「三成の子孫」を名乗る家が東北地方を中心に各地にある。
また重家の直系子孫を名乗る石田秀雄によると3代目直重の代に越後高田松平家に仕官したがその次の代からは庄屋になり現在まで男系で繋いでいるというが、それを示す史料は戦争で燃えたという。

### 家紋
代表家紋（定紋）は、並び矢。石田三成は「大一大万大吉」という縁起のいい字を並べた家紋を用いるが、これは山内首藤氏特有の家紋であり、三成が創設したわけではない。他に沢瀉紋、柏、三つ目紋など。

## その他の石田氏
石田の氏姓は全国に散見され、多く地名に基づいている。地名は地質が石のように固い田の意で、岩田に同意。「石」は石高の石とする説もある。
1. 石田姓は古くは皇別に例があり、垂仁天皇の皇子・五十日足彦命の子孫が山城国久世郡石田に住んで[4]、石田君を称したのが始まりとされる。
2. 時代は下って、相模国大住郡糟屋庄石田郷（現在の神奈川県伊勢原市石田）からは、桓武平氏三浦氏流の石田氏が出た。三浦義明の弟為清は所持している蘆名の地にちなんで蘆名氏を名乗っていたが、その息子為景（円海）の子為久（為重）は上記の石田郷を領有して石田氏を名乗っていた。木曾義仲を討ち取ったことで知られているが、その褒章としてさらに近江国坂田郡石田村（現在の滋賀県長浜市石田町）を与えられ、一族は同地に移住したという。
3. 武蔵国多摩郡石田村からは、小野朝臣横山党の石田氏が出ている。この系統は三浦氏流と同じように、武蔵国から相模国に分布している。
4. 岩代国伊達郡石田村からは、藤原朝臣伊達氏流。朝宗四男の為家が石田を称し、伊達藩の重臣として仕えている。